# 焦瑩
焦 瑩（しょう えい、1883年 〈光緖9年〉 - 1945年 〈民国34年〉春）は、中華民国の博物学者・生物学者・教育者・政治家・官僚。中国同盟会以来の革命派人士で、中国国民党（国民政府）にも属した。後に汪兆銘政権（南京国民政府）にも参与しており、その地位からして中心的な幹部だったと見られる（本文後述）。字は斐瞻。

## 事績

### 北京政府・蔣介石政権時代
1906年（光緒32年）、保定高等農業学校を卒業する。その後、日本へ留学し、1914年（民国3年/大正3年）3月に東京高等師範学校本科博物学部を卒業した。留学中に中国同盟会に加入している。
1912年（民国元年）に帰国し、国立武昌高等師範学校で博物学を教えた。1916年（民国5年）、国立北京高等師範学校に転勤する。1920年（民国9年）、同校の校長に昇進した。1925年（民国14年）4月9日、京師学務局局長に任命され、翌1926年（民国15年）11月27日までつとめている。退任後は国立北京高等師範学校や私立燕京大学で教授となった。
まもなく焦瑩は南に向かい、国民政府の北伐に参加した。広州や武漢で中国国民党の中央党政工作に従事している。1929年（民国18年）、私立中法大学教授となり、また北平市で私立成城中学の創設に携わった。1932年（民国21年）、国民政府鉄道部で職に就き、1935年（民国24年）には正太鉄路管理局局長・朱霽青を襄理（補佐）している。1936年（民国25年）、北平に赴いて、成城中学と燕京大学で学務・教務に従事した。なお、日本側資料によると、焦は上海第一交通大学訓育主任、天津特別市教育局長、北京師範学院秘書長兼体育音楽科主任教授、東亜文化評議会評議員、中華教育総会委員等を歴任したとしている。

### 親日政権での姿勢
日中戦争（抗日戦争）勃発後、焦瑩は北平に留まっている。1939年（民国28年）8月、焦は汪兆銘らに合流し、中国国民党第6期（汪派）で執行委員会常務委員に選出された。1940年（民国29年）3月30日、南京国民政府（汪兆銘政権）が成立すると、焦は中央政治委員会指定委員兼教育専門委員会主任委員に任命された。更に考試院考選委員会委員長にも任命されたが、実際には就任しなかったとされる。また、教育専門委員会主任委員については同年5月2日に早くも辞任している（後任は黎世蘅）。これらの動向から、焦瑩は「偽政権（親日政権）」に参与しなかった旨評する例もある。
しかし焦瑩は、中国国民党執行委員会常務委員や中央政治委員会指定委員には留まっている。1941年（民国30年）5月には、中日和平促進や東亜文化発揚をテーマとした『北華月刊』という雑誌を焦は北京で創刊しており、同誌創刊が汪兆銘（汪精衛）の肝煎りというのも明確である。更に1942年（民国31年）6月1日には沈爾喬の後任として監察院監察使に任命されており、1943年3月29日には一級同光勲章を授与されている。以上の動向を見る限り、焦が汪兆銘政権参加に消極的・抵抗的だったと見なすのは難しい。その地位や褒章からして、むしろ政権の中心的な幹部とすら言い得よう。
1945年（民国34年）春、北平にて病没。享年63。

## 著作
- 『爾雅今詮』
- 『生物学講話』[4]